# زمین‌لرزه مارس ۱۹۷۹ چین
زمین‌لرزه چین  در تاریخ ۱۵ مارس ۱۹۷۹ میلادی، برابر با ‎۲۴ اسفند ۱۳۵۷، ساعت ۱۲:۵۲:۲۹ به زمان یوتی‌سی در چین رخ داد. ژرفای این زلزله ۲٫۱ کیلومتر بود، و بزرگی آن ۶ در مقیاس Mw اعلام شده‌است. زمین‌لرزه به وقت محلی در روز پنج‌شنبه، ساعت ۲۰ روی داده و منطقه زمانی آن یوتی‌سی +۸ بوده‌است .
سازمان زمین‌شناسی آمریکا نیز رومرکز این زمین‌لرزه را در مختصات ۲۳°۰۹′۲۵″شمالی ۱۰۱°۰۸′۱۷″شرقی / ۲۳٫۱۵۷°شمالی ۱۰۱٫۱۳۸°شرقی و ژرفای آن را در ۳۳ کیلومتر گزارش کرده‌است. بزرگی برگزیدهٔ این سازمان از میان بزرگیهای محاسبه‌شدهٔ مختلف ۶٫۲ در مقیاس Ms بوده و از دید اثر، در میان چهار دسته‌بندی «نامحسوس»، «محسوس»، «زیان‌آور» یا «با تلفات»، زلزله را «نامحسوس» اعلام کرده‌است.
پروژهٔ «تنسور گشتاور مرکزوار» زاویه‌های (راستا، شیب، ریک) گسل سازندهٔ زمین‌لرزه و صفحه عمود بر آن را (°۳۳، °۶۲، °۳-) یا (°۱۲۴، °۸۷، °۱۵۲-) و نوع گسل را «امتدادلغز» فرارسانده‌است.
شمار کشتگان زلزله حدود ۱۲ نفر بوده‌است.تعداد زخمیان ۵۶۳ نفر برآورده شده‌است.